# Adam-Mickiewicz-Denkmal (Warschau)

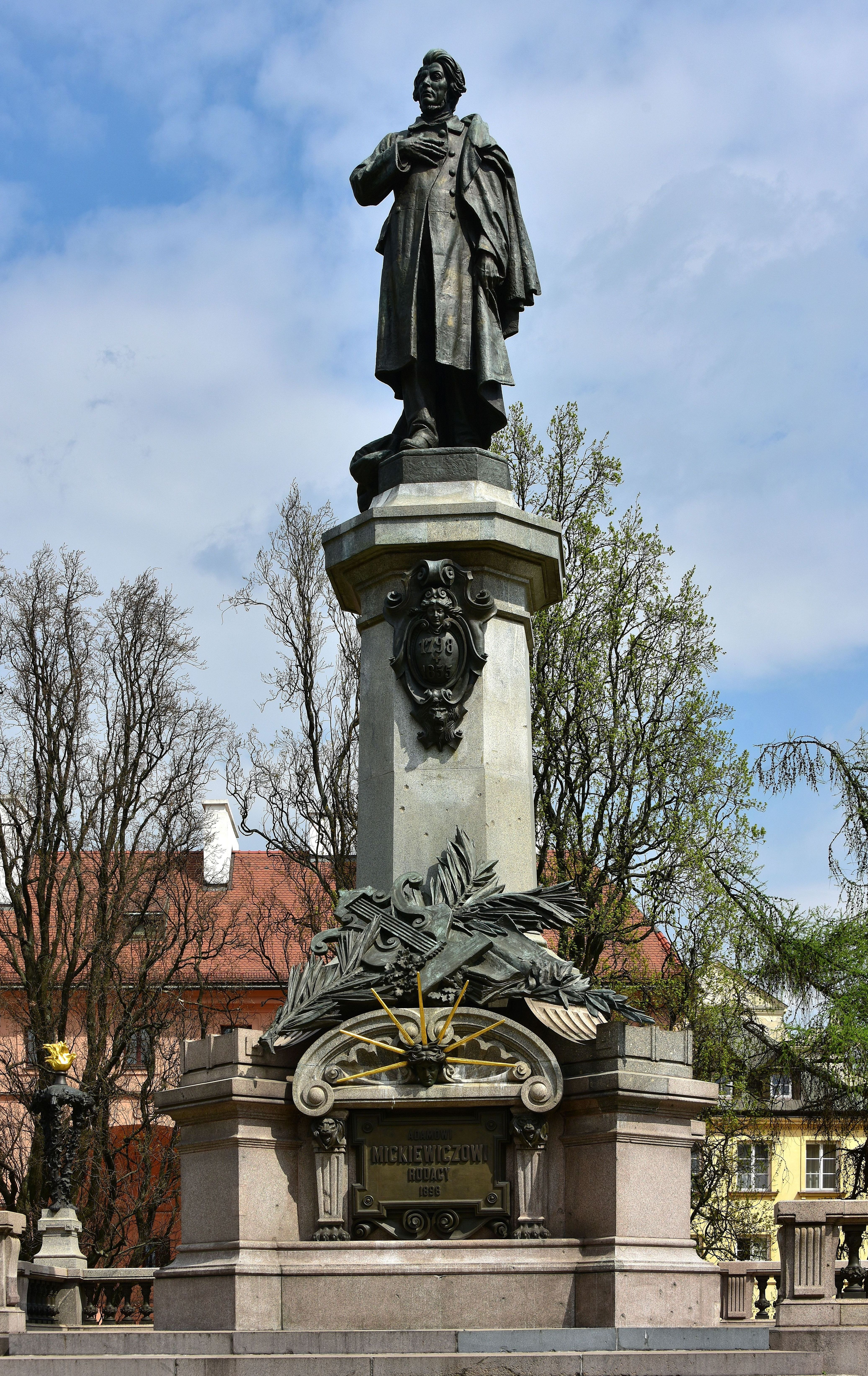
Adam-Mickiewicz-Denkmal in Warschau

Das Adam-Mickiewicz-Denkmal in Warschau (poln. Pomnik Adama Mickiewicza) wurde nach dem Entwurf vom Cyprian Godebski am 24. Dezember 1898, zum hundertsten Geburtstag des größten polnischen Dichterfürsten der Romantik – Adam Mickiewicz, an der Krakauer Vorstadt in Warschau aufgestellt. Józef Pius Dziekoński und Władysław Marconi haben den das Denkmal umgebenden Park gestaltet, der heute nach dem amerikanischen Präsidenten Herbert C. Hoover – Hoover-Platz genannt wird.

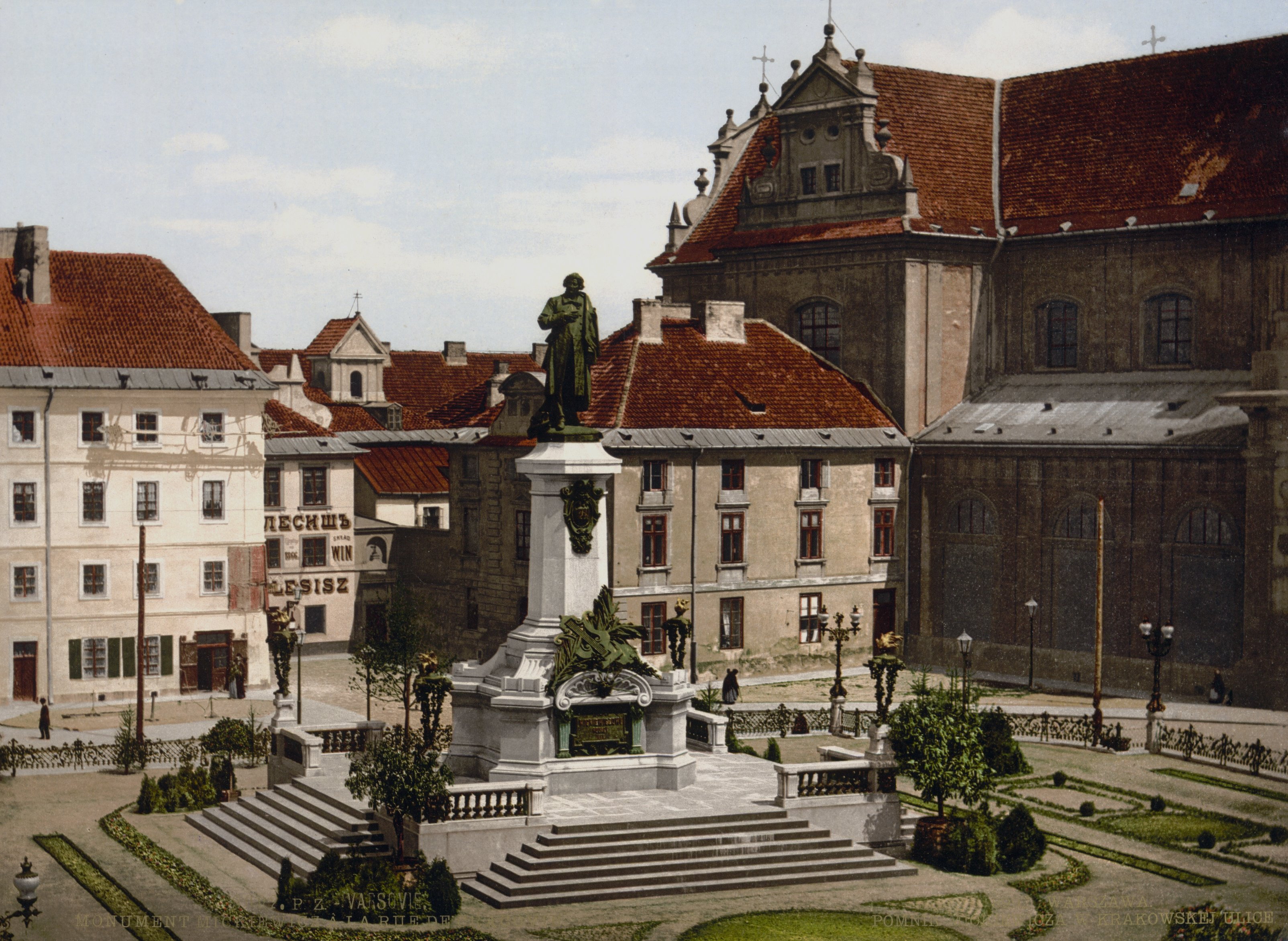
Adam-Mickiewicz-Denkmal um 1900

Gestiftet wurde es von Michał Radziwiłł und dem Literaturnobelpreisträger Henryk Sienkiewicz.
1942 wurde das Denkmal von der deutschen Wehrmacht zerstört und nach Hamburg gebracht. Nach dem Zweiten Weltkrieg wurden dessen Überreste, Kopf und Torso, nach Polen zurückgebracht. 1950 wurde das Denkmal von Jan Szczepkowski und Józef Trenarowski rekonstruiert.
Am 30. Januar 1968 kam es vor dem Denkmal zur einen Studentendemonstration gegen die Absetzung der Aufführung des im Warschauer Nationaltheater gespielten Theaterstücks Totenfeier (poln.: Dziady) von Adam Mickiewicz. Die Kundgebung wurde von der Miliz gewaltsam niedergeschlagen.